# Бруно (филм)
Brüno је комедија снимана у форми лажног докумантарца објављена 10. јула 2009. Продуцент, аутор и глумац Саша Барон Коен путује свијетом као аустијски модни новинар и хомосексуалац Brüno.